# Эмине-хатун
Эмине-хатун — дочь правителя бейлика Дулкадирогуллары, супруга османского султана Мехмеда I, предполагаемая мать султана Мурада II.

## Биография

### Происхождение
Эмине родилась в Мараше и была дочерью правителя бейлика Дулкадирогуллары. Бостанзаде писал, что Эмине была «чиста и безупречна, как звезда». Кто именно из беев был её отцом, историки спорят. По мнению Э. Замбаура, Ф. Бабингера, Э. Алдерсона и И.Узунчаршилы, её отцом с большей вероятностью был Сули Шабан-бей. По мнению Ч. Улучая, её отцом был Сули-бей. Н. Сакаоглу писал, что отцом был Насиреддин Мехмед-бей или, что менее вероятно, Сули. Историки Р. Юнанч, Й. Мордтман и К. Имбер не сомневались, что отцом Эмине был Мехмед-бей.

### Брак
Время заключения брака Эмине и Мехмеда так же является предметом дискуссий. Неизвестно даже, в какое место прибыла Эмине в качестве невесты — в Амасью или Бурсу, поскольку описание свадьбы отсутствует у хронистов, Нешри упомянул лишь сватовство. Он писал о помолвке так: «Когда он (Мехмед Челеби) ел и пил в Токате <…> посланник прибыл из Дулькадуроглу. Долго разговаривали друг с другом и решили положить конец вражде. Они примирились. Тогда султан обручился с дочерью Дулкадароглу. Он принес богатые подарки и обручальное кольцо». Э. Алдерсон полагал, что помолвка состоялась ещё в 1399 году, когда Баязид покорил Дулкадир, но брак был заключён позднее, в 1404 году, когда положение Мехмеда стало более стабильным.
Часть историков относят брак по времени к 1403 году, когда Мехмед Челеби стал править частью бывших анатолийских владений Баязида с центром в Анкаре и разбил в битве при Чамурлу брата Ису. Брак скреплял союз Мехмеда Челеби с беем Дулкадирогуллары, армия которого славилась лошадьми и всадниками. Этот союз позволил Мехмеду Челеби победить Ису Челеби. Для бея Дулкадира союз с Мехмедом был нужен, поскольку Дулкадирогуллары вели пограничные войны с мамлюками. Правители бейлика Халил и Сули стали жертвами организованных мамлюками убийств и Насиреддин Мехмед искал союзников.
Нет информации о дате и месте смерти Эмине-хатун и где она похоронена.

### Дети
Нет точной информации, были ли у неё дети. На это счет есть различные точки зрения. Согласно Э. Алдерсону и Х. Лоури, Эмине была матерью Мурада II, родившегося в 1403 или 1404 году. Мурад стал султаном в 1421 году; Энтони Алдерсон предполагал, что Эмине умерла до восшествия сына на престол. Но часть историков не согласна с тем, что Мурад был сыном Эмине. Х. Иналджик считал матерью Мурада наложницу, а не жену, Мехмеда. Турецкий историк Х. Хюсамеддин (H. Hüsameddin) в книге «История Амасьи» называл матерью Мурада знатную турчанку — Шехзаде Хатун, дочь Дивитдара Ахмеда-паши.